# Resele landskommun
Resele landskommun var en tidigare kommun i Västernorrlands län.

## Administrativ historik
Kommunen inrättades den 1 januari 1863 i Resele socken i Ångermanland  när 1862 års kommunalförordningar trädde i kraft.
Vid kommunreformen 1952 bildade den "storkommun" genom sammanläggning med grannkommunen Ed.
År 1971 blev kommunen en del av den nya Sollefteå kommun.
Kommunkod 1952-1970 var 2221.

### Kyrklig tillhörighet
I kyrkligt hänseende tillhörde kommunen Resele församling. Den 1 januari 1952 tillkom Eds församling.

## Kommunvapen
Resele landskommun förde inte något vapen.

## Geografi
Resele landskommun omfattade den 1 januari 1952 en areal av 721,00 km², varav 696,90 km² land.

### Tätorter i kommunen 1960
I Resele landskommun fanns den 1 november 1960 ingen tätort. Tätortsgraden i kommunen var då alltså 0,0 procent.

## Politik

### Mandatfördelning i valen 1938-1966
| 16 | 2 | 6 |  |

| 25 |

| 14 | 10 |  |

| 25 |

|  | 16 |  | 7 |

| 23 |

| 2 | 22 | 10 |  |

| 31 |

| 2 | 22 | 8 | 2 |  |

| 32 |

|  | 22 | 9 |  | 2 |

| 33 |

| 2 | 21 | 9 |  | 2 |

| 33 |

| 4 | 17 | 12 | 2 |

| 31 |